# 布里斯峰
72°43′S 74°50′E / 72.717°S 74.833°E
布里斯峰（英語：Bryse Peaks）是南極洲的冰原島峰，坐標72°43′S 74°50′E，位於伊麗莎白公主地，處於梅遜峰東北面7公里，屬於格羅夫山脈的一部分，澳大利亞探險隊根據空中照片繪入地圖，現時由南極條約體系管理。